# Túsztörténet
A Túsztörténet 1988-ban készült, 1989-ben bemutatott, Gazdag Gyula által rendezett egész estés magyar film, amely valós történet, a balassagyarmati túszdráma alapján készült.

## Cselekmény
1973-ban a téli szünetről a kollégiumba visszatérő lányokat két fegyveres ejtette túszul Balassagyarmaton. Mivel hasonló eset még nem fordult elő, 5 napig tartott az ügy megoldása. A Pintye fiúk – egy helyi, magas rangú határőrtiszt két fia – apjuktól ellopott fegyverekkel vették be magukat a kollégiumba. A túszokért cserében nyugatra jutási lehetőséget akartak kicsikarni. (A korabeli szabályok szerint bizonyos beosztásokban dolgozók és családtagjaik számára nem volt ajánlott a nyugati államokba való kiutazás.) Több megoldási variációt is kigondoltak a hatóságok. Végül az idősebb fiút egy mesterlövész lelőtte. A fiatalabbat elfogták a rendőrök, és 10 évet kapott.

## Szereplők
- Berencsi Attila (Zoltán)
- Svidrony Gábor (István)
- Zbigniew Zapasiewicz magyar hangja: Jordán Tamás (Alezredes)
- Bitskey Tibor (Apa)
- Pogány Judit (Anya)
- Rubold Ödön (Mesterlövész)
- Dér Denisa (Bea)
- Krisztics Barbara (Klári)
- Bíró Kriszta (Ági)
- Szabó István (Főorvos)
- Both Béla
- Kovács János
- Hunyadkürti György
- Andor Tamás
- Lengyel Ferenc
- Fekete András
- Ifj. Somló Ferenc

## Készítők
- Rendező: Gazdag Gyula
- Operatőr: Ragályi Elemér
- Gyártásvezető: Óvári Lajos
- Rendező munkatársa: Luttor Mara
- Dramaturg: Tolmár Kata
- Vágó: Sivó Júlia
- Zene: Mártha István
- Jelmeztervező: Flesch Andrea
- Díszlettervező: Romvári József
- Hangmérnök: Márkus Tamás
- Fővilágosító: Hajdú Miklós
- Stúdióvezető: Babarczy László
- Színestechnika: Deimanik Tamásné

## Díjak és jelölések
- San Sebastián-i Nemzetközi Filmfesztivál (1989) – Legjobb férfi főszereplő: Berencsi Attila[1]